# Lamacoscylus bivittatus
Lamacoscylus bivittatus là một loài bọ cánh cứng trong họ Cerambycidae.